# Vilanova de l'Aguda
Vilanova de l'Aguda là một đô thị trong tỉnh Lérida, cộng đồng tự trị quần đảo Canary Tây Ban Nha. Đô thị Vilanova de l'Aguda có diện tích là 53,4 ki-lô-mét vuông, dân số năm 2009 là 235 người với mật độ 4,35 người/km². Đô thị Vilanova de l'Aguda có cự ly 94 km so với tỉnh lỵ Lérida.